# Frustropa alea
Frustropa alea är en snäckart som beskrevs av Tom Iredale 1945. Frustropa alea ingår i släktet Frustropa och familjen Charopidae. Inga underarter finns listade i Catalogue of Life.